# Teruyuki Noda
Teruyuki Noda (Japans: 野田暉行,Noda Teruyuki) (Tsu,  15 juni 1940 – Tokio, 18 september 2022) was een Japans componist en muziekpedagoog.

## Levensloop
Noda studeerde bij Tomojirō Ikenouchi en Akio Yashiro aan de Tokyo National University of Fine Arts and Music (東京藝術大学 Tōkyō Gei-jutsu Daigaku), nu: Tokyo University of the Arts, Tokio. Al tijdens zijn studietijd behaalde hij een eerste prijs bij de Japan Music Competition.
Nadat hij zijn diploma's behaalde werd hij docent aan zijn Alma Mater de Tokyo University of the Arts. In 1986 werd hij tot professor benoemd en ging in 2007 met pensioen. Van 2002 tot 2005 was hij vicepresident van de universiteit. Tot zijn leerlingen behoorden Tokuhide Niimi, Akira Nishimura, Masakazu Natsuda, Jun Nagao en Yasuhide Ito.
Hij maakte zowel carrière als componist alsook als docent. Hij schreef werken voor orkest, solowerken voor instrumenten en orkest, kamermuziek, vocale muziek en werken voor traditionele Japanse instrumenten. Voor zijn werken werd hij bekroond met nationale en internationale prijzen zoals de "OTAKA Award" (1977), "Japan Arts Festival Award", "Japan Music Award", "Tokyo Centennial Celebration Award", Prijs van de Italiaanse omroep. Daarnaast was hij een veelgevraagd jurylid.
Noda overleed op 82-jarige leeftijd aan de gevolgen van een levercelcarcinoom.

## Composities

### Werken voor orkest
- 1963 Symfonie in een deel
- 1964 Symfonische fragmenten
- 1966 Symfonie nr. 1, voor orkest, op. 8
  1. Allegro
  2. Largo flautando
  3. Introduzione-Presto
- 1968 Choral Symfonie
- 1968 A Symphonic piece with a monologue "A Miroor or A Journey", voor spreker, 3 sopranen en orkest
- 1969 Dislocation, voor shakuhachi, twee koto, piano en orkest
- 1970 Nursery' Fragments, voor sopraan, bariton, gemengd koor en orkest
- 1971 Mutation, voor shakuhachi, zeventien snaren-koto en orkest, op. 18
- 1974 La Piano tombe dans la mer, voor spreker, sopraan, gemengd koor, kinderkoor, elektronica en orkest
- 1975 Trois Esquisses, voor orkest
- 1975 The Little Match Girl, voor spreker en orkest
- 1977 Concert, voor piano en orkest
- 1983 Symfonie nr. 2, voor orkest
- 1986 Concert, voor gitaar en orkest
- 1987 Fresque Symphonique "Fantasie festivale", voor orkest
- 1988 Rhapsodie Adriatique, voor gitaar en strijkorkest - première: 1989 in Brussel
- 1989 Carnaval, voor orkest
- 1990 Mie Hymn, voor orkest
- 1992 Echoes of the forest, voor marimba solo en strijkorkest
- 1995 Groom Is Gloomy, voor shakuhachi, twee koto, piano en orkest
- 1998 KAIGEN-E, voor sopraan, tenor, gemengd koor en orkest
- 1999 Memorial Music and Fanfare
- 2000 Fragments, voor strijkorkest

### Werken voor harmonieorkest
- 1991 Liturgical Overture, voor harmonieorkest

### Vocale muziek

#### Werken voor koor
- 1971 Shisha-no-Sho - Livre de Mort, voor gemengd koor en piano, op. 19
- 1977 White Flowers, voor gemengd koor
- 1978 SEISHUN - Jeugd, suite voor gemengd koor en piano
- 1981 The ARIAKE SEA, symfonisch gedicht voor vrouwenkoor en piano
- 1991 The Spirit of spring, voor vrouwen- of kinderkoor en piano

#### Liederen
- 1963 As if I were a Butterbur, voor mezzosopraan en piano
- 1988 Ballade, voor sopraan, dwarsfluit en piano

### Kamermuziek
- 1963 Trio, voor viool, cello en piano
- 1963 Trio, voor viool, hoorn en piano
- 1965 Quartetto, voor hoorn, cello, pauken en celesta
- 1968 Quintetto, voor Marimba, 3 dwarsfluiten en contrabas
- 1968 Quintetto Mattinata, voor marimba, 3 dwarsfluiten en contrabas
- 1970 Ecologue, voor dwarsfluit en slagwerk
- 1974 Obsession
- 1976 Kokiriko Variations on a Japanese Folk-Tune, voor dwarsfluit en gitaar
- 1978 Ballade, voor dwarsfluit, viool en piano
- 1979 Serenade I, voor dwarsfluit (ook: altfluit), hobo (ook: oboe d'amore), klarinet, harp, viool, altviool en cello
- 1981 Poem I, voor dwarsfluit (ook: altfluit), hobo (ook: oboe d'amore), klarinet, harp, viool, altviool en cello
- 1981 Poem II, voor dwarsfluit (ook: altfluit), hobo (ook: oboe d'amore), klarinet, harp, viool, altviool en cello
- 1986 In The Garden, voor viool, piano en strijkkwartet
- 1986 Strijkkwartet
- 2006 Murmurof Spring, voor hobo en strijkkwartet
- Flute Fantasy based on the Japanese Melody, voor vijf fluiten en piano
- Melodies of Japan, voor dwarsfluit en piano
- Wiegenlied aus Itsuki, voor dwarsfluit en piano

### Werken voor piano
- 1963-1966 3 Pieces, op. 6
  1. Sprookjes
  2. Berceuses
  3. Fantasiestuk
- 1969 Hexameron for Children
- 1969 Trois Développements
- 1982 Piano Album for Children
- 1986 Ode Capricious
- 1994 Mono drama

### Werken voor harp
- 1973 Hymn
- 1984 The Dream Of Endymion

### Werken voor gitaar
- 1977 Intermezzo, voor gitaar
- 2007 Grand Consolation
- 2007 Berceuse -Antipona-

### Werken voor traditionele Japanse instrumenten
- 1977 Reflection, voor shakuhachi, koto en cello
- 1980 Quartetto, voor shakuhachi, 2 koto en jushichigen
- 1983 Ballade, voor shakuhachi, koto en cello
- 1992 TEN RAI, voor 12 Japanese instrumenten
- 1996 KOKUU no UTA, voor shakuhachi en 2 koto